# Stelis setacea
Stelis setacea är en orkidéart som beskrevs av John Lindley. Stelis setacea ingår i släktet Stelis och familjen orkidéer. Inga underarter finns listade i Catalogue of Life.